# 조디 마시
조디 마시(Jodie Marsh, 1978년 12월 23일 ~ )는 잉글랜드의 방송인, 보디빌더, 글래머 모델이다.